# Bruce Davison
Bruce Davison (Filadelfia, Pensilvania, 28 de junio de 1946) es un actor  y director estadounidense. Fue ganador del Globo de Oro por Compañeros inseparables en 1991 y por Vidas cruzadas en 1993 en las categorías de mejor actor de reparto y por mención especial al reparto coral. También fue nominado a los Premios Óscar por Compañeros inseparables. Es conocido entre otras por su participación en X-Men y X-Men 2, donde interpreta al Senador Robert Kelly.

## Primeros años
Davison nació en Filadelfia, Pensilvania, graduado en 1964 en la Marple Newtown Senior High School, hijo de Marian E. Holmes, una secretaria, y Clair W. Davison, un músico, arquitecto, y dibujante de la Armada estadounidense. Sus padres se divorciaron cuando él tenía tres años de edad. Él se crio con su madre, y pasaba los fines de semana con su padre. Davison entró en la Universidad Estatal de Pensilvania para cursar arte, pero se tropezó en el mundo de la actuación cuando acompañó a un amigo a una audición.

## Carrera
Davison hizo su debut en Broadway en Tiger at the Gates en 1968. También apareció como Joseph Merrick en El hombre elefante y en El zoo de cristal representada por Jessica Tandy. Davison fue uno de un cuarteto de los recién llegados, incluyendo Barbara Hershey, Richard Thomas y Catherine Burns cuando hizo su debut cinematográfico en Last Summer en 1969. En 1970 actuó junto a Kim Darby en la película icónica de protesta pacífica de los estudiantes y sus resultados violentos, The Strawberry Statement, Las Fresas de la Amargura en América hispana. Dos años más tarde interpretó el papel protagonista en Willard. También apareció en Ulzana's Raid, Peege, Mame, Mother, Jugs & Speed, Short Eyes, The Lathe of Heaven y Seis grados de separación. En 1978, apareció junto al actor Richard Hatch en la película biográfica hecha para la televisión de la década de 1960 sobre el dúo pop Jan & Dean, Deadman's Curve. El mismo año, interpretó el papel protagonista en la adaptación a película de televisión Summer of My German Soldier.
Davison también participó en la serie Tales from the Darkside, en el octavo capítulo de la primera temporada. 
En 1983, Davison fue elegido por el influyente director Joseph Papp en el Festival de Shakespeare de Nueva York para la producción de Ricardo III. Sus trabajos fuera de Broadway fueron Love Letters, The Cocktail Hour y la obra de Paula Vogel How I Learned to Drive. También interpretó el papel de Rubí en 1985 en la comedia Spies Like Us, protagonizada por Dan Aykroyd y Chevy Chase.
Su primer papel importante fue el de David, un gay cuyo amante se está muriendo de sida, en Compañeros inseparables. Esta película fue uno de los primeros largometrajes (precedido, entre otros, por Miradas en la despedida) en poner un rostro humano al sida y las personas afectadas por esta enfermedad, que en ese momento en los Estados Unidos, eran en su mayoría hombres homosexuales. Su papel le dio a Davison una nominación para el Óscar al Mejor Actor de Reparto. Davison empezó a aparecer en películas que abordan el sida: en 1995 The Cure, interpretó a un médico, solicitado por un joven con sida en busca de ayuda médica. En 1996, Davison apareció en la película Fiesta de despedida, que es una crónica de los hechos reales de un moribundo con sida que decide celebrar una fiesta de despedida para la familia y amigos antes de morir. En su sitio web, dice Davison, él es portavoz de muchos grupos relacionados con el sida y es miembro del consejo de Hollywood Supports.
En Los Ángeles, Davison ha aparecido en el escenario de Streamers y The Normal Heart, ganando el Los Angeles Drama Critics Circle Award y Drama-Logue Award por sus actuaciones. En otros teatros de Los Ángeles apareció en The Caine Mutiny Court-Martial (dirigido por Henry Fonda) y una adaptación teatral de Matar un ruiseñor.
Es muy conocido por sus apariciones en las películas Runaway Jury, Apt Pupil y sobre todo por su papel como el senador Robert Kelly en X-Men. Aunque su personaje murió en X-Men, Davison apareció en X-Men 2 ya que el personaje que interpreta Rebecca Romijn-Stamos, Mística, se hace pasar por el senador Robert Kelly para obtener información para que Magneto pueda escapar de la cárcel. Algunos de sus trabajos en televisión son Hunter, Marcus Welby, M.D., Love, American Style, The Waltons, Lou Grant, Se ha escrito un crimen, Designing Women, Seinfeld, Chicago Hope, Law & Order: Special Victims Unit, V: La Serie (1984), Star Trek: Voyager, Star Trek: Enterprise, Battlestar Galactica, Lost, CSI: Miami, Entre fantasmas, la miniserie de Stephen King, Kingdom Hospital, y un papel recurrente en The Practice. Davison también tuvo un papel recurrente en  Close to Home.
En 2001, Davison dirigió la película de televisión Off Season, protagonizada por su compañera en Lovelife, Sherilyn Fenn, y además por Rory Culkin, Hume Cronyn y Adam Arkin. En 2007, Davidson volvió a la pantalla grande como padre de Eric O'Neill en Breach. También en ese año, fue Davison en el papel de Charles Graiman, un físico excéntrico que crea el Knight Industries Three Thousand, la segunda generación de KITT en la adaptación de la serie de televisión Knight Rider (2008).
Davison también desempeñó el papel de Dr. Silberman, el psiquiatra que trata con Sarah Connor, en el séptimo episodio de Terminator: The Sarah Connor Chronicles. En 2010, Davison fue elegido para representar al marchante Wilhelm Van Schlägel en la serie General Hospital. También participó en la película Titanic II igualmente en 2010 como el Capitán James Maine de la guardia costera. En el 2012 participó en la película de terror dirigida por Rob Zombie The Lords of Salem.

## Vida personal
Davison se casó con Michele Correy el 30 de abril de 2006 y tienen una hija, Sofía Lucinda Davison, nacida el 29 de mayo de 2006. De un matrimonio anterior con la actriz Lisa Pelikan, Davison también tiene un hijo, Ethan, nacido el 5 de abril de 1996. Residen en Los Ángeles.[cita requerida]

## Premios y nominaciones
Premios Óscar
| Año  | Categoría              | Película                | Resultado |
| ---- | ---------------------- | ----------------------- | --------- |
| 1991 | Mejor actor de reparto | Compañeros inseparables | Nominado  |

Premios Globo de Oro
- (1991) Ganador - Mejor actor de reparto / Compañeros inseparables
- (1993) Ganador - Mención especial al reparto coral / Vidas cruzadas

Premios Independent Spirit
- (1991) Ganador - Mejor actor de reparto / Compañeros inseparables

Premios Primetime Emmy
- (1998) Nominado - Premio al mejor actor invitado en serie dramática / Touched by an Angel (Interpreta a Jake Weiss)

Premios Daytime Emmy
- (2002) Nominado - Outstanding Directing in a Children's Special / Off Season

National Society of Film Critics
- (1991) Ganador - Mejor actor de reparto / Compañeros inseparables

NYFCC
- (1991) Ganador - Mejor Actor de Reparto / Compañeros inseparables